# Moo Jin-sung
Yeo Eui-joo (hangul= 여의주) más conocido como Moo Jin-sung (hangul= 무진성), es un actor surcoreano.

## Biografía
Estudió cine y teatro en la Universidad Dongguk (inglés: "Dongguk University").

## Carrera
Es miembro de la agencia "Studio Santa Claus Entertainment" (previamente conocida como "Huayi Brothers Korea Entertainment" (화이브라더스코리아).
El 4 de diciembre del 2018 se unió al elenco de la serie web Natural Romance (내추럴로맨스) donde interpretó a Choi Ki-chan, un abogado ambientalista que practica la vida ecológica a fondo.
En mayo del 2019 se uniría al elenco principal de la serie The Secret Life of My Secretary donde daría vida al atractivo y gentil Ki Dae-joo, sin embargo en febrero del mismo año se anunció que había tenido que salir del drama debido a asuntos de agenda. En la serie fue reemplazado por el actor Koo Ja-sung.
El 31 de diciembre del mismo año se unió al elenco de la película Not The Lips (입술은 안돼요) donde interpretó a Yoo-jin, un aspirante a autor, que conoce al famoso autor Hyun (Ryu Seung-ryong).

## Filmografía

### Series de televisión
| Año  | Título                              | Personaje                 | Notas                   | Ref.  |
| ---- | ----------------------------------- | ------------------------- | ----------------------- | ----- |
| 2013 | Two Weeks                           | Kim Min-soo               |                         |       |
| 2013 | Passionate Love                     | Hong Soo-hyeok (de joven) |                         |       |
| 2013 | The King's Daughter, Soo Baek Hyang | Kang-bok                  |                         |       |
| 2014 | A Witch's Love                      | Jin-woo                   |                         |       |
| 2014 | Misaeng                             | Jang Gi-seok              |                         |       |
| 2014 | Dr. Frost                           | Kim Yeong-ho              |                         |       |
| 2015 | Shine or Go Crazy                   | Wang-jong                 |                         |       |
| 2015 | The Scholar Who Walks the Night     | No Hak-yeong              |                         |       |
| 2015 | Beautiful You                       | Ma Seung-gi               |                         |       |
| 2018 | Between Friendship and Love 3       | Woo Jeong-woo             | Serie web, 12 episodios | [ 5 ] |
| 2018 | Natural Romance                     | Choi Ki-chan              | Serie web, 5 episodios  |       |
| 2020 | Birthcare Center                    | Woo-seok                  | 2 episodios             |       |
| 2024 | The Tyrant                          | Yoon Mo-yong              | Serie web, 4 episodios  | [ 6 ] |

### Películas
| Año  | Título       | Hangul        | Personaje | Notas                                                                       | Ref.  |
| ---- | ------------ | ------------- | --------- | --------------------------------------------------------------------------- | ----- |
| 2021 | Perhaps Love | 입술은 안돼요 | Yoo-jin   | Junto a Ryu Seung-ryong, Oh Na-ra, Kim Hee-won, Lee Yoo-young y Sung Yu-bin | [ 7 ] |

### Teatro
| Año  | Título                | Personaje | Notas |
| ---- | --------------------- | --------- | ----- |
| 2007 | William Shakespeare   | -         |       |
| 2011 | Thornton Niven Silder | -         |       |
| 2011 | Henrik Ibsen          | -         |       |
| 2011 | Antonio Buero Vallejo | -         |       |
| 2011 | Engene Lonesco        | -         |       |

## Premios y nominaciones
| Año  | Categoría      | Premio                   | Trabajo      | Resultado |
| ---- | -------------- | ------------------------ | ------------ | --------- |
| 2022 | Best New Actor | 58th Baeksang Arts Award | Perhaps Love | Pendiente |